# Agrostis exarta
Agrostis exarta é uma espécie de gramínea do gênero Agrostis, pertencente à família Poaceae.